# كهريز (نير)
كهريز هي قرية في مقاطعة نير، إيران. عدد سكان هذه القرية هو 154 في سنة 2006.